# Szent Lőrinc-telep
Szent Lőrinc-telep est un quartier situé dans le 18e arrondissement de Budapest. 